# Fridiano Cavara
Fridiano Cavara (Mongardino, 17 novembre 1857 – Napoli, 25 giugno 1929) è stato un botanico italiano.

## Biografia
Nato a Mongardino (BO) il 17 novembre 1857 da Filippo e Rosalia Ghedini si laureò in scienze naturali all'Università di Bologna nel 1885. 
Nel 1886 iniziava la sua carriera accademica assumendo l'incarico di assistente presso l'Università di Pavia che a quel tempo poteva vantare, accanto al'istituto di botanica, un importante laboratorio crittogamico. In questa sede, entrava nel gruppo di lavoro di Giovanni Briosi, sviluppando un grande interesse per la micologia e per lo studio delle malattie delle piante. L'applicazione e la qualità dei suoi studi lo portarono a diventare in pochi anni uno dei più valenti micologi del tempo.
Nel 1886 vinceva il concorso per la cattedra di botanica al Reale Istituto Forestale di Vallombrosa, dove rimase fino al 1900. Qui oltre all'insegnamento assunse anche l'incarico di prefetto dell'annesso Orto botanico sperimentale.
Nel 1901 otteneva la cattedra di botanica all'Università di Cagliari dove rimase circa un biennio per poi passare, nel 1903, all'Università di Catania. Del periodo sardo si ricorda, in particolare, il suo interesse per la flora e la vegetazione della parte meridionale dell'isola. A Catania, invece, parte notevole del suo impegno cadeva sulla creazione di un giardino botanico alpino sul versante meridionale dell'Etna.
Nel 1906 vinceva il concorso all'Università di Napoli, succedendo a Federico Delpino nell'insegnamento e alla direzione del locale Orto botanico.
A Napoli, oltre all'insegnamento, si dedicava con rinnovata energia al rilancio dell'Orto botanico, dopo le ristrettezze degli anni precedenti. Sotto la sua direzione vennero ampliate le collezioni e le aree di coltivazione, recuperato l'esistente e avviata la costruzione di una nuova sede. In questo quadro si inserisce la costruzione, nel 1928, della Stazione sperimentale per le piante officinali.
Nonostante l'impegno accademico numerosi furono i suoi incarichi: membro alla Commissione per lo studio agrologico della Tripolitania e per la Cirenaica poi, Presidente della Commissione di studio delle razze italiane di frumento, membro per la Commissione per lo studio del Parco Nazionale della Sila, membro della Commissione per la difesa dei monumenti e del paesaggio, membro della Commissione della Società delle Nazioni sulla produzione dell'oppio in Persia. Fu socio e Presidente della Società dei Naturalisti in Napoli. Fu, infine, socio corrispondente della Deutschen Botanische Gesellschaft di Berlino, dell'Istituto Lombardo di Scienze e Lettere, dell'Accademia Nazionale dei Lincei, dell'Accademia di Scienze fisiche e matematiche di Napoli.
Morì a Napoli il 25 giugno 1929.

## Opere
- Di alcune anomalie riscontrate negli organi fiorali delle Lonicere. Nuovo Giornale botanico italiano, 1886
- Sulla Flora fossile di mongardino : Studi stratigrafici e paleontologici. Memorie, Bologna, Tip. Gamberini e Parmeggiani, 1886, SBN CUB0175946.
- Sulla vera causa della malattia sviluppatasi nei vigneti di Ovada. Atti dell'Istituto botanico di Pavia, 1888
- La peronospora ed altri parassiti della vite nell'Alta Italia. Italia Agricola, 1889
- Contributo alla conoscenza dei funghi pomicoli. Agricoltura Italiana, 1890
- Note sur le parassitisme de quelques champignons. Revue Mycologique, 1891
- La distribuzione delle Crittogame dannose. Agricoltura italiana, 1892
- Funghi mangerecci e funghi velenosi, Milano, Hoepli, 1897.
- La Tubercolosi della vite. Italia Agricola, 1900
- Eteroginia nell'Ephedra campylopoda. Bullettino della Società botanica italiana, 1901
- Intorno all'opportunità di tentare delle colture alpine sull'Etna. Bollettino dell'Accademia Gioenia di Catania, 1903
- La minacciata soppressione dell'Istituto forestale di Vallombrosa. Agricoltura Moderna, 1908
- Centenario del R. Orto botanico della Università di Napoli. Napoli, De Robertis, 1913
- Di una nuova malattia del Castagno. Rivista di Patologia Vegetale, 1913
- La vegetazione della Tripolitania e la utilizzazione economico-agraria della nuova Colonia. Atti del R. Istituto di Incoraggiamento di Napoli, 1914
- Paesaggi e costumi di Tripolitania, Pavia, Litografia Successori Fratelli Fusi, 1915, SBN PUV0673732.
- Esiste pedogenesi nelle piante?, Napoli, Tip. R. Accademia delle Scienze Fisiche e Matematiche, 1916, SBN CUB0175937.
- Di alcune piante naturalizzate nelle province napoletane. Bollettino della Società dei Naturalisti in Napoli, 1916
- La canfora italiana. Rivista Italiana delle Essenze e Profumi, 1920
- La pianta del Thè. Bollettino dell'Associazione italiana Pro Piante Medicinali aromatiche, 1922
- La flora della Libia. Atti della Società Italiana pel progresso delle Scienze, 1925
- Atrofia floreale in Phoenix dactylifera di Cirenaica. Rendiconto della Reale Accademia dei Lincei, 1925
- Piante nuove e rare della Libia. Bollettino dell'Orto botanico di Napoli, 1927
- L'agricoltura in Persia. L'Agricoltura Coloniale, 1929
- Sul contenuto in morfina dell'oppio di alcuni ibridi di Papaver somniferum L. Rendiconto della Reale Accademia di Scienze Fisiche e Matematiche di Napoli, 1929